# 군무도독부
군무도독부(軍務都督府)는 1919년 만주에서 조직되었던 한국인 독립 운동 단체이다.

## 연원 및 변천
도독부(都督府)·독군부(督軍府)라고도 한다.
1919년 만주 왕청현 봉오동(汪淸縣鳳梧洞)에서 최진동(崔振東)이 편성하였다.
편성 당시에는 6백여명의 병력으로 참모장에 박영(朴英), 대대장에 이춘승(李春承), 중대장에 이동춘(李東春), 소대장에 최문인(崔文仁)으로 조직되었다.
이 단체는 홍범도(洪範圖)의 대한독립군과 연합하여 활발한 국내 진입작전을 전개하였다.
1920년 5월 28일 최진동의 군무도독부, 안무(安武)의 국민회군, 홍범도의 대한독립군이 연합하여 대한북로독군부를 구성함으로써 총병력이 1천명을 상회하였다.
1920년 6월 7일 중국 지린성 왕칭현 봉오동에서 일어난 봉오동 전투는 홍범도 장군이 이끈 대한독립군, 안무가 이끈 국민회군, 최진동이 이끈 군무도독부가 결성하며 만들어낸 승리의 전투입니다.

## 같이 보기
- 최진동
- 서로군정서(1919.5)
- 북로군정서(1919.12)
- 삼둔자 전투(1920.6)
- 봉오동 전투(1920.6)
- 청산리 대첩(1920.10)
- 혈성단(1920.11)

## 참고 하기
군무도독부